# Wulkan

Wulkan
1. Ognisko wulkaniczne
2. Skała macierzysta
3. Kanał lawowy
4. Podnóże
5. Sill
6. Przewód boczny
7. Warstwy popiołu emitowanego przez wulkan
8. Zbocze
9. Warstwy lawy emitowanej przez wulkan
10. Gardziel
11. Stożek pasożytniczy
12. Potok lawowy
13. Komin
14. Krater
15. Chmura popiołu

Wulkan (z łac. Vulcanus – imię rzymskiego boga ognia) – miejsce na powierzchni Ziemi, z którego wydobywa się lawa, gazy wulkaniczne (solfatary, mofety, fumarole) i materiał piroklastyczny. Terminu tego również używa się jako określenie form terenu powstałych wskutek działalności wulkanu, choć bardziej poprawne są takie terminy jak: góra wulkaniczna, stożek wulkaniczny, kopuła wulkaniczna czy wulkan tarczowy.

## Wulkany

### Rodzaje wulkanów

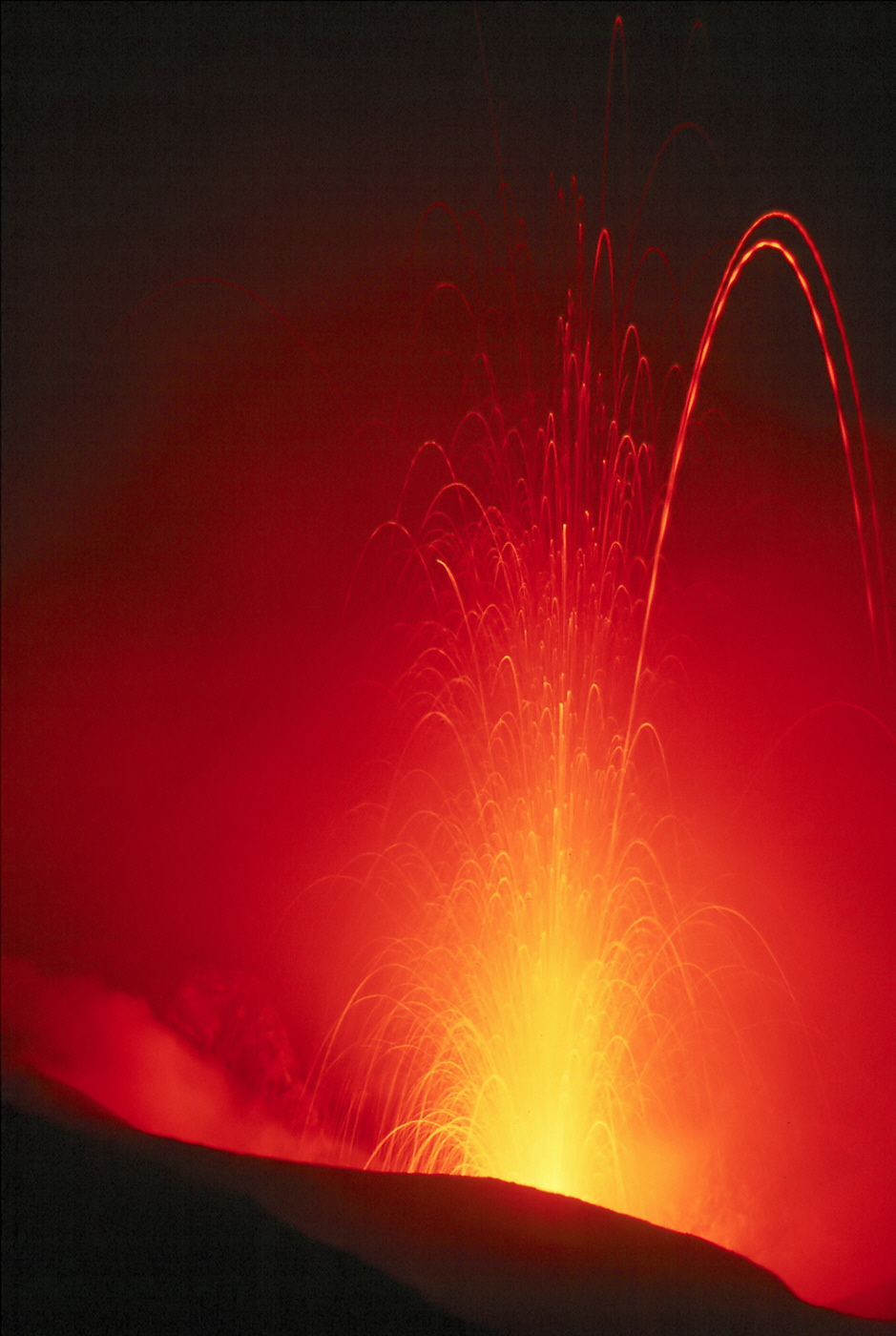
Erupcja Stromboli w 1980 na wysokość 100 m. Kreskowane trajektorie powstały wskutek wyrzucania obracającej się nierównomiernie rozgrzanej materii

Aktywność wulkaniczna zmienia się wraz z czasem. Obserwowana aktywność wulkanów umożliwiła wprowadzenie ich podziału na wulkany:
- czynne – stale lub sporadycznie objawiające swoją działalność (np. Wezuwiusz, Etna, Stromboli),
- drzemiące – ich działalność została zaobserwowana, jednak od dłuższego czasu jej nie okazywały,
- wygasłe – ich działalność nie została zaobserwowana w czasach historycznych (np. stożki wulkaniczne w Niemczech i Polsce).

Powstanie wulkanu może być procesem dosyć szybkim (jak na procesy geologiczne). Wulkan Paricutin w Meksyku powstał w 1943 roku, przez kilka kolejnych lat był aktywny i zakończył aktywność w 1952 roku.
Szacuje się, że w ciągu ostatnich 10 tys. lat na kuli ziemskiej czynnych było 1500 wulkanów. W tym okresie miało miejsce około 7900 erupcji. Obecnie liczbę czynnych wulkanów szacuje się na około 800. Ponad połowa z nich znajduje się na obszarze lądowym. Ponadto można spotkać kilka tysięcy nieczynnych wulkanów na lądzie oraz kilkadziesiąt tysięcy pod wodą.
Inny podział bierze pod uwagę miejsce, z którego wypływa magma. Wyróżnia się wówczas wulkany:
- stożkowe,
- tarczowe,
- linijne – magma wypływa z podłoża nie w jednym miejscu, ale wzdłuż długiej szczeliny. Ten typ działalności wulkanicznej powszechny jest w strefach spreadingu na dnie oceanicznym[1].

Wulkany różnią się dominującym rodzajem materiału, jaki się z nich wydobywa:
- lawowe (efuzywne) – wypływa tylko lawa, ich erupcja ma łagodny przebieg. Dzielą się na:
  - tarczowe (hawajskie) – niskie i rozległe (lawa z nich wypływająca jest zasadowa, bazaltowa, o małej lepkości), osiągają szerokość nawet do 40 kilometrów;
  - kopuły lawowe (bardzo gęsta, kwaśna, krzemionkowa lawa), które wyglądają jak pół sfery (kuli);
- stratowulkany (mieszane) – wyrzucają gęstą, lepką lawę andezytową; ponadto wyrzucane są też materiały piroklastyczne (bomby wulkaniczne, lapille) i gazy wulkaniczne. Należą do najbardziej eksplozywnych. Stratowulkany mają wysokie, strome stożki (kąt nachylenia ok. 30°, np. Wezuwiusz, Cotopaxi, Popocatépetl);
- eksplozywne – wyrzucają tzw. materiał piroklastyczny, a także najgęstsze i najbardziej kwaśne lawy ryolitowe;
- maary – erupcja freatyczna, spowodowana ciśnieniem pary wodnej powstałej w wyniku kontaktu wód powierzchniowych z magmą;
- wulkany błotne – z których wydobywa się na powierzchnię błotnista mieszanina wody, iłu, piasku itp. Proces ten związany jest z przejawami wygasającego już wulkanizmu – wydobywaniem się gorącej wody lub pary wodnej lub z zupełnie innymi zjawiskami geologicznymi niż wulkanizm.

Efektem intensywnej działalności wulkanicznej jest kaldera – krater powstały podczas zbyt gwałtownej erupcji wulkanu lub po zapadnięciu się stropu komory wulkanicznej.

### Rozmieszczenie wulkanów
Tradycyjnie uważano, że wulkany na Ziemi grupują się na obszarach górotwórczości alpejskiej, chociaż wiedziano też, że występują także wulkany niezwiązane z nimi. Najwięcej czynnych wulkanów lądowych występuje w tzw. Ognistym Pierścieniu Pacyfiku, rozciągającym się wokół Oceanu Spokojnego. W tej strefie znajduje się ponad 90% czynnych wulkanów lądowych na Ziemi, z których najwyższy jest Ojos del Salado w Chile. Działalność wulkaniczna grupuje się w trzech rodzajach obszarów: strefach spreadingu, strefach subdukcji i tzw. plamach gorąca.
Najważniejsze wulkany w poszczególnych częściach świata:

#### Europa
W Europie jest kilka aktywnych wulkanów, głównie we Włoszech i na Islandii:
- Etna (Włochy) – ok. 3340 m n.p.m.
- Beerenberg (Norwegia) – 2277 m n.p.m.
- Hvannadalshnúkur (Islandia) – 2119 m n.p.m.
- Grímsvötn (Islandia) – 1719 m n.p.m.
- Askja (Islandia) – 1510 m n.p.m.
- Eyjafjallajökull (Islandia) – 1666 m n.p.m.
- Hekla (Islandia) – 1491 m n.p.m.
- Katla (Islandia) – 1363 m n.p.m.
- Wezuwiusz (Włochy) – 1281 m n.p.m.
- Stromboli (Włochy) – 926 m n.p.m.
- Vulcano (Włochy) – 500 m n.p.m.
- Santoryn (Grecja) – 131 m n.p.m.

W Polsce odnaleźć można ślady dawnego wulkanizmu na Śląsku (od Nysy Łużyckiej po Górę Świętej Anny) oraz w Pieninach, Beskidzie Sądeckim, w południowej części Wyżyny Olkuskiej w Miękini koło Krzeszowic. Także kilkanaście milionów lat temu występował czynny i bardzo aktywny wulkan w okolicach Belna niedaleko Zagnańska w Górach Świętokrzyskich. Świadczą o tym znaleziska skał wulkanicznych, lapili i charakterystyczne ukształtowanie tego terenu.

#### Afryka
- Kilimandżaro (Tanzania) – 5895 m n.p.m.
- Meru (Tanzania) – 4570 m n.p.m.
- Kamerun (Kamerun) – 4094 m n.p.m.
- Pico del Teide (Wyspy Kanaryjskie) – 3718 m n.p.m.
- Piton de la Fournaise (Reunion) – 2632 m n.p.m.

#### Ameryka Północna
- Orizaba (Meksyk) – 5700 m n.p.m.
- Popocatépetl (Meksyk) – 5452 m n.p.m.
- Rainier (USA) – 4390 m n.p.m.
- Góra Wrangla (USA) – 4270 m n.p.m.
- Colima (Meksyk) – 4265 m n.p.m.
- St. Helen (USA) – 3000 m n.p.m.
- Izalco (Salwador) – 1950 m n.p.m.

#### Ameryka Południowa
- Ojos del Salado (Argentyna) – 6880 m n.p.m.
- Llullaillaco (Argentyna/Chile) – 6739 m n.p.m.
- Antofalla (Argentyna) – 6450 m n.p.m.
- Guallatira (Chile) – 6060 m n.p.m.
- Láscar (Chile) – 5992 m n.p.m.
- Cotopaxi (Ekwador) – 5896 m n.p.m.
- Tupungatito (Chile) – 5640 m n.p.m.
- Sangay (Ekwador) – 5325 m n.p.m.
- Maipo (Chile) – 5323 m n.p.m.
- Puracé (Kolumbia) – 4700 m n.p.m.
- Villarica (Chile) – 2840 m n.p.m.

#### Antarktyda
- Erebus (Wyspa Rossa) – 3794 m n.p.m.

#### Oceania
- Mauna Kea (Hawaje, USA) – 4205 m n.p.m.
- Mauna Loa (Hawaje, USA) – 4170 m n.p.m.
- Ruapehu (Nowa Zelandia) – 2797 m n.p.m.
- Hualālai (Hawaje, USA) – 2521 m n.p.m.
- Kīlauea (Hawaje, USA) – 1250 m n.p.m.

#### Azja
- Elbrus (Rosja) – 5642 m n.p.m.
- Ararat (Turcja) – 5165 m n.p.m.
- Kluczewska Sopka (Rosja) – 4957 m n.p.m.
- Fudżi (Japonia/Honsiu) – 3776 m n.p.m.
- Semeru (Indonezja) – 3680 m n.p.m.
- Apo (Filipiny) – 2965 m n.p.m.
- Marapi (Indonezja) – 2890 m n.p.m.
- Tambora (Indonezja) – 2850 m n.p.m.
- Asama (Japonia) – 2540 m n.p.m.
- Manam (Papua-Nowa Gwinea) – 1807 m n.p.m.
- Pinatubo (Filipiny) – 1600 m n.p.m.
- Krakatau (Indonezja) – 813 m n.p.m.
- Mayon (Filipiny) – 2463 m n.p.m.

### Największe wulkany na Ziemi
- Mauna Loa, największy czynny wulkan na Ziemi.
- Gardner Pinnacles (podmorski, Ocean Spokojny): ok. 150 tys. km³ objętości, 4500 m wysokości (wygasły)[2][3].

### Najwyższe wulkany na Ziemi
- Ojos del Salado ( Chile/ Argentyna) 6880 m n.p.m.
- Llullaillaco ( Chile/ Argentyna) 6723 m n.p.m.
- Antofalla ( Argentyna) 6450 m n.p.m.
- Láscar ( Chile) 5990 m n.p.m.
- Cotopaxi ( Ekwador) 5897 m n.p.m.
- Kilimandżaro (szczyt Kibo) (Tanzania) 5895 m n.p.m.
- Orizaba ( Meksyk) 5700 m n.p.m.

### Wulkany poza Ziemią
Wulkany można znaleźć także na innych obiektach Układu Słonecznego posiadających stałą powierzchnię oraz dostatecznie silne wewnętrzne źródła ciepła, obecnie lub w przeszłości. Wygasłe wulkany występują na Marsie (znajduje się tam m.in. największy znany wulkan, Olympus Mons) i Wenus, a współcześnie aktywne są znane na Io, księżycu Jowisza. Na ciałach niebieskich zbudowanych w dużym stopniu z lodu, czyli lodowych księżycach planet oraz zapewne na plutoidach mogą występować wulkany lodowe, tzw. kriowulkany. Takie twory zaobserwowano na Enceladusie oraz przypuszczalnie na Tytanie; oba ciała są księżycami Saturna.

## Wielkie erupcje wulkaniczne
- Yellowstone – 640 tys. lat
- Pola Flegrejskie – 37 tys. lat
- Toba – 73 000 ± 4000 lat temu
- Laacher See – ok. 10900 p.n.e.
- Santorini (Thira) – ok. 1450 r. p.n.e.
- Wezuwiusz – 24 sierpnia 79 r.
- Huaynaputina (Peru) – 19 lutego 1600 r.
- Orizaba (Meksyk) – 26 grudnia 1687 r.
- Tambora – 10 kwietnia 1815 r.
- Krakatau – 27 sierpnia 1883 r.
- Montagne Pelée – 8 maja 1902 r.
- Novarupta – 1912 r.
- Etna – Włochy 1946 r.
- Mount St. Helens – 18 maja 1980 r.
- Pinatubo – czerwiec 1991 r.
- Soufrière Hills – 1995–1997 r.
- Eyjafjallajökull – 15 kwietnia 2010 r.

Powstawanie wulkanów w pobliżu strefy subdukcji

## Powstawanie wulkanów
Występowanie wulkanów na Ziemi jest związane ze strefą młodej górotwórczości i z obszarami aktywnych trzęsień ziemi. Związek tych zjawisk tłumaczy teoria tektoniki płyt litosfery. W miejscach, gdzie jedna płyta litosfery zagłębia się pod drugą, wulkany powstają wzdłuż ich krawędzi – na kontynencie oraz wzdłuż rowów oceanicznych, np. wybrzeże Pacyfiku, Europa Południowa, Wyspy Japońskie, Filipiny. Wulkany powstają także w miejscach rozsuwania się płyt litosfery, czyli w grzbietach śródoceanicznych i w dolinach ryftowych, np. w Grzbiecie Śródatlantyckim i w Wielkich Rowach Afrykańskich.
Ponadto wulkany występują ponad plamami gorąca, które mogą być położone z dala od granic płyt, np. na Hawajach lub Reunionie. Wulkanizm Islandii związany jest zarówno z granicą płyt (Grzbiet Śródatlantycki), jak też z istnieniem plamy gorąca.
Unikalną w czasach historycznych okazją do obserwacji narodzin wulkanu było powstanie wulkanu Paricutín w Meksyku oraz wysepki Surtsey u brzegów Islandii.

## Wpływ na atmosferę i klimat Ziemi
Wulkany emitują gazy wulkaniczne oraz popiół, które mogą powodować występowanie szczególnych zjawisk atmosferycznych oraz wpływać na klimat planety.
Skład wyziewów wulkanicznych może znacząco różnić się pomiędzy poszczególnymi wulkanami. Najczęściej dominują w nich para wodna, dwutlenek węgla oraz dwutlenek siarki. W mniejszych ilościach zawierają takie gazy śladowe jak wodór, tlenek węgla, halony, związki organiczne i lotne chlorki metali.

### Klimat
Silne erupcje są w stanie wprowadzić parę wodną, dwutlenek węgla, dwutlenek siarki, chlorowodór, fluorowodór i popiół do stratosfery, na wysokość 16-32 km nad powierzchnią Ziemi. Najistotniejszym skutkiem takiego zjawiska jest przedłużone (do kilku lat) utrzymywanie się w stratosferze aerozolu siarczanowego, czyli kropelek kwasu siarkowego (H2SO4) powstających w wyniku łączenia się wody i dwutlenku siarki. Obecność aerozolu podwyższa albedo planetarne, czyli zwiększa ilość promieniowania słonecznego rozpraszanego w przestrzeń kosmiczną i niedopuszczanego do powierzchni Ziemi. Skutkuje to obniżeniem średniej temperatury powierzchni Ziemi do czasu, gdy aerozol pod wpływem grawitacji wypadnie z atmosfery. Badania rdzeni lodowych, zapisów historycznych i słojów drzew wskazują, że wszystkie najchłodniejsze sezony letnie w ostatnich 2,5 tysiącach lat były skutkiem dużych erupcji wulkanicznych.

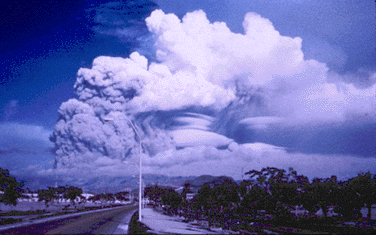
Erupcja wulkanu Pinatubo, której towarzyszyło powstanie chmur Cumulus flammagenitus oraz chmur soczewkowych.

Ilość dwutlenku węgla emitowanego podczas erupcji wulkanu jest niewielka w porównaniu z ilością tego gazu, jaka znajduje się w atmosferze. Obecnie (od lat 90. XX wieku) średnioroczne emisje CO2 ze wszystkich wulkanów świata łącznie są ponad 100 razy mniejsze od emisji tego gazu związanych z działalnością człowieka, w związku z czym nie stanowią istotnego czynnika w kontekście obserwowanego współcześnie globalnego ocieplenia klimatu.

### Chmury
Podczas erupcji wulkanicznej, w związku z dużymi emisjami pary wodnej i pyłów mogących stanowić jądra kondensacji, unoszonych do góry przez silny prąd wznoszący, może dochodzić do powstawania specyficznych chmur Cumulus flammagenitus.

### Kwaśne deszcze
Emisje gazów wulkanicznych to naturalny czynnik powodujący występowanie kwaśnych deszczów. Powstają one w wyniku rozpuszczania się w wodzie tworzącej krople chmurowe a następnie deszczowe chlorowodoru, dwutlenku siarki (w połączeniu z wodą tworzącego kwas siarkowy H2SO4) oraz związków selenu (w połączeniu z wodą tworzące kwas selenowy (IV) i kwas selenowy (VI)). Skład kwaśnego deszczu związanego z aktywnością wulkaniczną na ogół wyraźnie odbiega od tego wynikającego z działalności człowieka – zawiera więcej chlorowodoru i to właśnie ten związek w dużej mierze odpowiada za wartość pH wody.
Oddziaływanie gazów wulkanicznych może powodować dużą zmienność w zakwaszeniu deszczu (pH od 2 do 7) w czasie (w ciągu tygodni – miesięcy) jak i przestrzeni (w obrębie kilku kilometrów). Problem ten obserwuje się między innymi w sąsiedztwie Etny oraz wulkanu Masaya w Nikaragui.

### Niszczenie warstwy ozonowej
W efekcie dużych erupcji wulkanicznych do stratosfery (w której znajduje się warstwa ozonowa) dostają się duże ilości pary wodnej oraz dwutlenku siarki, tworzące razem krople kwasu siarkowego (H2SO4), czyli aerozol siarczanowy. Kropelki te dostarczają powierzchni, na których wcześniej nieaktywne związki fluorowców mogą wchodzić w reakcje. Efekt nie jest jednorodny: w środkowej stratosferze prowadzi do spowolnienia niszczenia ozonu a w dolnej – do jego przyśpieszenia. To, które zjawisko przeważa, zależy od wielu czynników, takich jak temperatura, ilość aerozolu siarczanowego a przede wszystkim – dostępności fluorowców. Aktualnie w związku z obecnością w atmosferze dużych ilości freonów, czyli produkowanych przez człowieka chloro- i fluoropochodnych węglowodorów alifatycznych duże erupcje wulkaniczne (takie jak erupcja Pinatubo w 1991 r.) przyczyniają się do niszczenia warstwy ozonowej. Naukowcy spodziewają się, że gdy koncentracje freonów spadną (czego oczekujemy w związku z obowiązywaniem Protokołu montrealskiego), analogiczne erupcje skutkować będą wzrostem ilości ozonu w stratosferze.